# 上海加中商会
上海加中商会（CanCham Shanghai）是一个非營利組織，也是中华人民共和国唯一的加拿大商会。上海加拿大商会位于上海市静安区静安嘉里中心。加拿大商会由12名成员组成的董事会领导。执行主任和商会工作人员负责商会的日常运作。

## 历史
上海加拿大商会原名为加拿大商业论坛( CBF )，于1996年由一群在上海經商的加拿大公司和企业家组成。2001年，CBF与加拿大中国商业委员会（CCBC）建立合作伙伴关系，并更名为CCBC上海分会。2008年6月18日，上海加拿大商会正式挂牌成立。